# Anemia speciosa
Anemia speciosa är en ormbunkeart som beskrevs av Presl. Anemia speciosa ingår i släktet Anemia och familjen Anemiaceae. Inga underarter finns listade.